# Graeme Randall
Graeme Randall (Edimburgo, 14 de marzo de 1975) es un deportista británico que compitió en judo. Ganó una medalla de oro en el Campeonato Mundial de Judo de 1999 y una medalla de bronce en el Campeonato Europeo de Judo de 1999.

## Palmarés internacional
| Campeonato Mundial | Campeonato Mundial       | Campeonato Mundial | Campeonato Mundial |
| Año                | Lugar                    | Medalla            | Categoría          |
| ------------------ | ------------------------ | ------------------ | ------------------ |
| 1999               | Birmingham (Reino Unido) | Medalla de oro     | –81 kg             |
| Campeonato Europeo |                          |                    |                    |
| Año                | Lugar                    | Medalla            | Categoría          |
| 1999               | Bratislava (Eslovaquia)  | Medalla de bronce  | –81 kg             |